# أيرين ماكيني
أيرين ماكيني (بالإنجليزية: Irene McKinney) (20 أبريل 1939، بيلينغتون في الولايات المتحدة - 4 فبراير 2012، مقاطعة بربور في الولايات المتحدة)؛ كاتِبة وشاعرة أمريكية.